# انتفاضة88
انتفاضة88 (بالإنجليزية: 88rising)‏ (منمق إلى 88⬆ أو 88 ) المعروفة سابقًا باسم سكسسمسني، هي شركة إعلامية أمريكية يصفها مؤسسها شون مياشيرو بأنها «شركة إدارة مختلطة وعلامة تسجيل وإنتاج فيديو، وتسويق».

## روابط خارجية
- الموقع الرسمي